# La Cuevita (Guanajuato)
La Cuevita es una localidad del estado mexicano de Guanajuato. Es parte del municipio de Apaseo el Alto.

## Demografía
| Gráfica de evolución demográfica |
|                                  |

| Censo | Población |
| ----- | --------- |
| 1940  | 181       |
| 1950  | 548       |
| 1960  | 1 009     |
| 1970  | 1 021     |
| 1980  | 1 401     |
| 1990  | 1 760     |
| 2000  | 1 734     |
| 2010  | 1 952     |
| 2020  | 1 438     |